# Edifício Dourado
Edifício Dourado é um prédio fundado no ano de 1937, de estilo arquitetônico inspirado pela art déco, localizado na Avenida Euclides da Cunha, no bairro da Graça em Salvador, município capital do estado brasileiro da Bahia.

## História
O edifício dourado foi inaugurado no ano de 1937, tendo sido projetado pelo arquiteto Arézio Fonseca, tornando-se o primeiro prédio residencial em Salvador. O prédio foi construído para servir como residência para apenas uma família: a família Dourado, de enorme renome na capital baiana nesse contexto.
Para além do pioneirismo de inaugurar o prédio residencial em Salvador, o prédio é um dos principais representantes do movimento europeu art déco — movimento artístico e arquitetônico vinculado ao luxo, glamour e fé no progresso social e tecnológico — na cidade, juntamente com o Edifício Oceania e o Edifício A Tarde.
O prédio passou pelo processo de tombamento no ano de 2008, junto ao Instituto do Patrimônio Artístico e Cultural da Bahia (IPAC), órgão de proteção e conservação histórica da Bahia, sob o processo 0607070001120/16.